# Alexandre Bibesco
Alexandre prince Bibesco, né le 3 juin 1842 à Bucarest et mort le 11 août 1911 à Aix-les-Bains, est un homme de lettres, linguiste, poète, essayiste et musicien, passionné d'alpinisme. Il est le fils de Georges Démèter Bibesco, prince régnant de Valachie (Roumanie).

## Biographie
Alexandre Bibesco, né à Bucarest le 3 juin 1842, est le fils du prince Georges Bibesco qui régna, comme hospodar (terme d’origine slave signifiant souverain), sur le trône de Valachie (ancienne principauté médiévale en Roumanie), entre 1842 et 1848. Venu très jeune en France comme ses trois frères, il y effectue toutes ses études jusqu'à l'obtention d'une licence ès-lettres. La linguistique est son domaine de prédilection. Cultivé, brillant, il maîtrise plusieurs langues : français, grec, latin, allemand, anglais et italien. Il devient membre de la Société de linguistique en 1874 et en assure la présidence au cours de la session 1893-1894. Bibliophile éclairé, sa bibliothèque comprend 10 000 volumes.
Il épouse, en 1873, Elena Costache Epureanu qui devient dès lors la princesse Hélène Bibesco. Pianiste et mécène, elle est la fille d'Emmanuel Costache-Epureanu, l'un des hommes politiques fondateurs de l'union moldavo-valaque, à l'origine de la principauté de Roumanie. Alexandre et Hélène sont parents de trois enfants : Emmanuel, Antoine et Hélène.
Par décret du 14 juillet 1895, le prince Bibesco est nommé chevalier de la Légion d'honneur. Veuf depuis 1902, il épouse en secondes noces Hélène Reyé, une actrice du théâtre de l'Ambigu, à Rouen le 27 juin 1908. Ses enfants désapprouvent cette union. Il meurt le 11 août 1911 à Aix-les-Bains. Il est enterré au cimetière Saint-Louis d'Évreux.

## Œuvres
- Delphiniana (1888, récits alpestres), Sonnets intimes (1893), Berthold Damcke (1894, étude biographique et musicale), Mer de glace, mer normande, Lamartine, Mistral (1896), Notice sur Edmond Galeron (1896).

- La question du vers français et la tentative des poètes décadents (1893). Il est question dans cet ouvrage des conditions organiques des vers français et du vandalisme prétentieux des décadents[2], thème approuvé par Sully Prud'homme dans sa lettre du 2 avril 1893 publiée en préface de son ouvrage[4].